# Tlaxcala (thành phố)
Thành phố Tlaxcala (đầy đủ, Tlaxcala de Xicoténcatl) là thủ phủ và trung tâm dân số của tiểu bang thuộc Mexico Tlaxcala. Thành phố này nằm ở phía nam bộ bang. Trong cuộc điều tra dân số năm 2005, thành phố có dân số 15.777 cư dân và thủ phủ bang nhỏ nhất ở Mexico. Nó chỉ là thành phố lớn thứ mười trong bang Tlaxcala. Thành phố là thủ phủ của khu tự quản Tlaxcala, trong đó có một dân số 83.748 người. Thành phố có diện tích 41,61 km ² và bao gồm các cộng đồng khác, lớn nhất trong số đó là Ocotlán, Santa María Acuitlapilco, và San Gabriel Cuauhtla. Các thành phố của Tlaxcala thậm chí không phải là lớn nhất trong thành phố riêng của mình, vì Ocotlán, với dân số 22.082 người, lớn hơn Tlaxcala.
Thành phố, mặc dù ban đầu là khu định cư dân tộc bản địa, đã chính thức thành lập năm 1520 bởi Cortes Hernán - người mà họ đã có một liên minh chống lại những kẻ áp bức Aztec cũ.

## Khí hậu
| Tháng                                                      | 1           | 2           | 3           | 4           | 5            | 6            | 7            | 8            | 9            | 10          | 11          | 12          | Năm           |
| ---------------------------------------------------------- | ----------- | ----------- | ----------- | ----------- | ------------ | ------------ | ------------ | ------------ | ------------ | ----------- | ----------- | ----------- | ------------- |
| Cao kỉ lục °C (°F)                                         | 28.4 (83.1) | 31.0 (87.8) | 35.0 (95.0) | 34.0 (93.2) | 39.2 (102.6) | 34.0 (93.2)  | 30.0 (86.0)  | 31.0 (87.8)  | 31.0 (87.8)  | 36.5 (97.7) | 29.2 (84.6) | 30.0 (86.0) | 39.2 (102.6)  |
| Trung bình ngày tối đa °C (°F)                             | 22.1 (71.8) | 23.5 (74.3) | 25.9 (78.6) | 27.3 (81.1) | 27.5 (81.5)  | 25.4 (77.7)  | 24.5 (76.1)  | 24.7 (76.5)  | 23.9 (75.0)  | 24.3 (75.7) | 23.5 (74.3) | 22.3 (72.1) | 24.6 (76.3)   |
| Trung bình ngày °C (°F)                                    | 12.5 (54.5) | 13.6 (56.5) | 15.8 (60.4) | 17.7 (63.9) | 18.6 (65.5)  | 18.2 (64.8)  | 17.3 (63.1)  | 17.5 (63.5)  | 17.3 (63.1)  | 16.5 (61.7) | 14.5 (58.1) | 13.0 (55.4) | 16.0 (60.8)   |
| Tối thiểu trung bình ngày °C (°F)                          | 2.9 (37.2)  | 3.7 (38.7)  | 5.8 (42.4)  | 8.0 (46.4)  | 9.8 (49.6)   | 11.1 (52.0)  | 10.2 (50.4)  | 10.3 (50.5)  | 10.6 (51.1)  | 8.7 (47.7)  | 5.4 (41.7)  | 3.6 (38.5)  | 7.5 (45.5)    |
| Thấp kỉ lục °C (°F)                                        | −5.0 (23.0) | −4.0 (24.8) | −1.9 (28.6) | 0.0 (32.0)  | 2.5 (36.5)   | 3.0 (37.4)   | 4.0 (39.2)   | 2.4 (36.3)   | −0.5 (31.1)  | −0.3 (31.5) | −4.5 (23.9) | −7.4 (18.7) | −7.4 (18.7)   |
| Lượng Giáng thủy trung bình mm (inches)                    | 8.7 (0.34)  | 7.4 (0.29)  | 10.4 (0.41) | 31.1 (1.22) | 74.8 (2.94)  | 158.1 (6.22) | 156.4 (6.16) | 162.2 (6.39) | 140.0 (5.51) | 68.0 (2.68) | 11.1 (0.44) | 6.3 (0.25)  | 834.5 (32.85) |
| Số ngày giáng thủy trung bình (≥ 0.1 mm)                   | 1.4         | 1.5         | 2.5         | 6.6         | 12.2         | 17.4         | 19.0         | 19.0         | 16.8         | 9.0         | 2.5         | 1.2         | 109.1         |
| Độ ẩm tương đối trung bình (%)                             | 70          | 67          | 66          | 67          | 69           | 75           | 77           | 77           | 79           | 74          | 70          | 73          | 72            |
| Số giờ nắng trung bình tháng                               | 218         | 220         | 251         | 218         | 196          | 154          | 167          | 174          | 176          | 221         | 226         | 216         | 2.437         |
| Nguồn 1: Servicio Meteorológico National (độ ẩm 1981–2000) |             |             |             |             |              |              |              |              |              |             |             |             |               |
| Nguồn 2: Deutscher Wetterdienst (nắng, 1961–1990)          |             |             |             |             |              |              |              |              |              |             |             |             |               |